# A Caça (curta-metragem)
A Caça  (1964) é uma curta-metragem de ficção de Manoel de Oliveira. O filme tem origem numa notícia de jornal em que o autor se baseia para escrever o  argumento 
Há quem destaque a «dimensão simbólica» deste filme pelas referências subliminares à mitologia clássica que contém: o plano inserido de uma estátua de Diana, deusa da caça, a implícita alusão a um neto de Apolo, Acteon, exímio caçador que sucumbirá pela sua obstinação. Não sendo porventura tão simbólico como isso, este filme conta no entanto um história exemplar em que a virtude da solidariedade falha por desentendimento... Ou acaba por resultar por força das circunstâncias.
Outra particularidade deste filme reside em dois factores, um deles tão importante como o outro para a compreensão da carreira de Manoel de Oliveira. O primeiro consiste numa construção puramente cinematográfica da narrativa, com planos curtos e cuidadamente articulados, como no Douro, Faina Fluvial, com diálogos verosímeis e curtos também, como em certos outros filmes seus. O segundo consiste na vertente da história que envolve gente de uma aldeia pobre e que dela traça um fiel retrato. Nesta tentativa se distingue o celebrado Manoel pela tentação algo obstinada de retratar em muitos outros filmes, desde O Passado e o Presente (1971), certa aristocracia, certas individualidades históricas, em décors monumentais, palácios ou aburguesadas mansões, ou em cenários artificiais e estilizados, em planos longos ou estáticos, em monólogos ou diálogos declamados, em teatro filmado, tendência essa que se extrema em O Sapato de Cetim (1985).
Feito o balanço dessas tentativas e tentações desde a sua primeira longa-metragem, Aniki Bóbó (1942), verifica-se serem maioritários os filmes teatrais na obra do «Mestre». Curiosamente porém, nos seus filmes mais recentes o estilo cinematográfico é mais recorrente que a pesadíssima teatralidade das suas “grandes” obras, coisa  ainda por explicar mas cuja explicação por certo lançará nova luz sobre o percurso do veterano cineasta. 
A Caça estreia em Lisboa no “Estúdio” do Cinema Império a 23 de setembro de 1970.

## Sinopse
Pela calada da noite, uma atrevida raposa mete-se num galinheiro e papa uma galinha. O José, rapaz desembaraçado, sai de casa sem dar por isso e junta-se ao seu amigo Roberto, que com ele se confronta em lutas corpo-a-corpo e o segue em brincadeiras insensatas, provocando venerandos e pacíficos habitantes da aldeia.
Ambos têm um fraquinho pela caça. O Roberto vai ter com o pai, que cumpre a rotina de limpar carcaças de gado abatido. Pede-lhe que lhe empreste a espingarda para ir caçar com o amigo, mas e prudente papá recusa. Frustrados, lá vão os rapazolas, cometendo várias tropelias pelo caminho. Metem-se pelo lameiro fora e cruzam-se com dois vigilantes armados que deambulam à caça de caçadores furtivos, que os rapazes acabam também por provocar.
O Roberto tem uma fisga, a única arma com que poderão matar algum incauto passarinho. O José vai de mãos vazias. Passada a linha férrea que atravessa os campos, tomados pelo tédio, separam-se. Nisto, o Roberto é alertado por um grito de socorro do amigo. Corre ao seu encontro e dá com ele afundado até à cintura numa grande poça de lama. Assustado, vê que nada pode fazer sem risco de vida. O amigo enterra-se cada vez mais. Lança-se então o Roberto em desesperada correria, pedindo socorro a quem não o ouve. Só chegado de regresso à aldeia consegue convencer quem antes provocara a mobilizar gente para salvar o amigo.
Vários homens acorrem. Para conseguirem retirá-lo da poça formam uma fila em que se agarram uns aos outros mão a mão. No extremo da fila, um velho maneta aventura-se metendo-se dentro de água. O José está completamente imerso. O velho consegue deitar-lhe a única mão que tem, mas a cadeia quebra-se. O maneta, que tem o José aparentemente morto fisgado com a mão esquerda e o couto da mão direita erguido no ar, grita para os outros: «A mão. A mão!». O grupo desentende-se em contenda, a cadeia solidária desfaz-se. O José e o maneta afundam-se. E o filme acaba.
O que não chega a acontecer. A censura do regime salazarista está de olho vivo para coisas destas e exige a Oliveira que altere a história com um final feliz, se quer o subsídio prometido e a fita nos cinemas. Resultado: refaz-se a cadeia solidária e tanto o maneta como o José saem vivos do buraco em que se meteram.
Moral da história: na versão original, a quebra de solidariedade entre os homens é mortal. Na versão censurada, a solidariedade persistente é salvadora.
Qual a diferença entre tais constatações se uma implica obrigatoriamente a outra?  Por que motivo validar a primeira e rejeitar a segunda se isso implica omitir um facto, importante e intrínseco ao filme, de relevância história e política? Preferir uma versão ou outra não será nunca decisão inocente. Resta perceber porquê.

## Ficha artística
- Argumento e diálogos : Manoel de Oliveira
- Realização: Manoel de Oliveira
- Assistente de realização: Domingos Carneiro
- Género: drama
- Actores: António Rodrigues Sousa (José), João Rocha Almeida (Roberto), Albino Freitas (Sapateiro), Manuel de Sá (Maneta), entre outros habitantes de uma aldeia.
- Música: Joly Braga Santos

## Ficha técnica
- Direcção de fotografia: Manoel de Oliveira
- Imagem: António Lopes Fernandes
- Director de som: Manoel de Oliveira
- Operadores de som: Fernando Jorge e Manuel Fortes
- Formato: 16 mm ampliado para 35 mm
- Duração: 21min.
- Montagem: Manoel de Oliveira
- Produção: Manoel de Oliveira (colaboração da Tobis Portuguesa)
- Exteriores: Vagueira, Ílhavo
- Rodagem: Outono 1959 a 1963
- Laboratórios: Tobis Portuguesa e Ulyssea Filme
- Antestreia: Cinema São Luiz (Festival Internacional de Arte Cinematográfica), a 20 de janeiro de 1964
- Distribuição: Filmes Lusomundo
- Estreia: Estúdio do Cinema Império, Lisboa, 23 setembro de 1970